# Margarida d'Anjou
|  | No s'ha de confondre amb Margarida, comtessa d'Anjou. |

Margarida d'Anjou (francès: Marguerite d'Anjou)  (Pont-à-Mousson, 23 de març de 1430 - Souzay-Champigny, 25 d'agost de 1482) va ser reina d'Anglaterra pel seu matrimoni amb Enric VI d'Anglaterra entre 1445 i 1461 i entre 1470 i 1471. Nascuda al Ducat de Lorena va ser la segona filla de Renat I i Isabel de Lorena. De caràcter intel·ligent i decidit, va ser una les líders principals de la Casa de Lancaster durant la Guerra de les Dues Roses.